# Irtyszskij
Irtyszskij (ros. Иртышский) – osiedle w Rosji, w obwodzie omskim, w rejonie omskim. W 2010 liczyło 3527 mieszkańców.